# Мавролико, Франческо

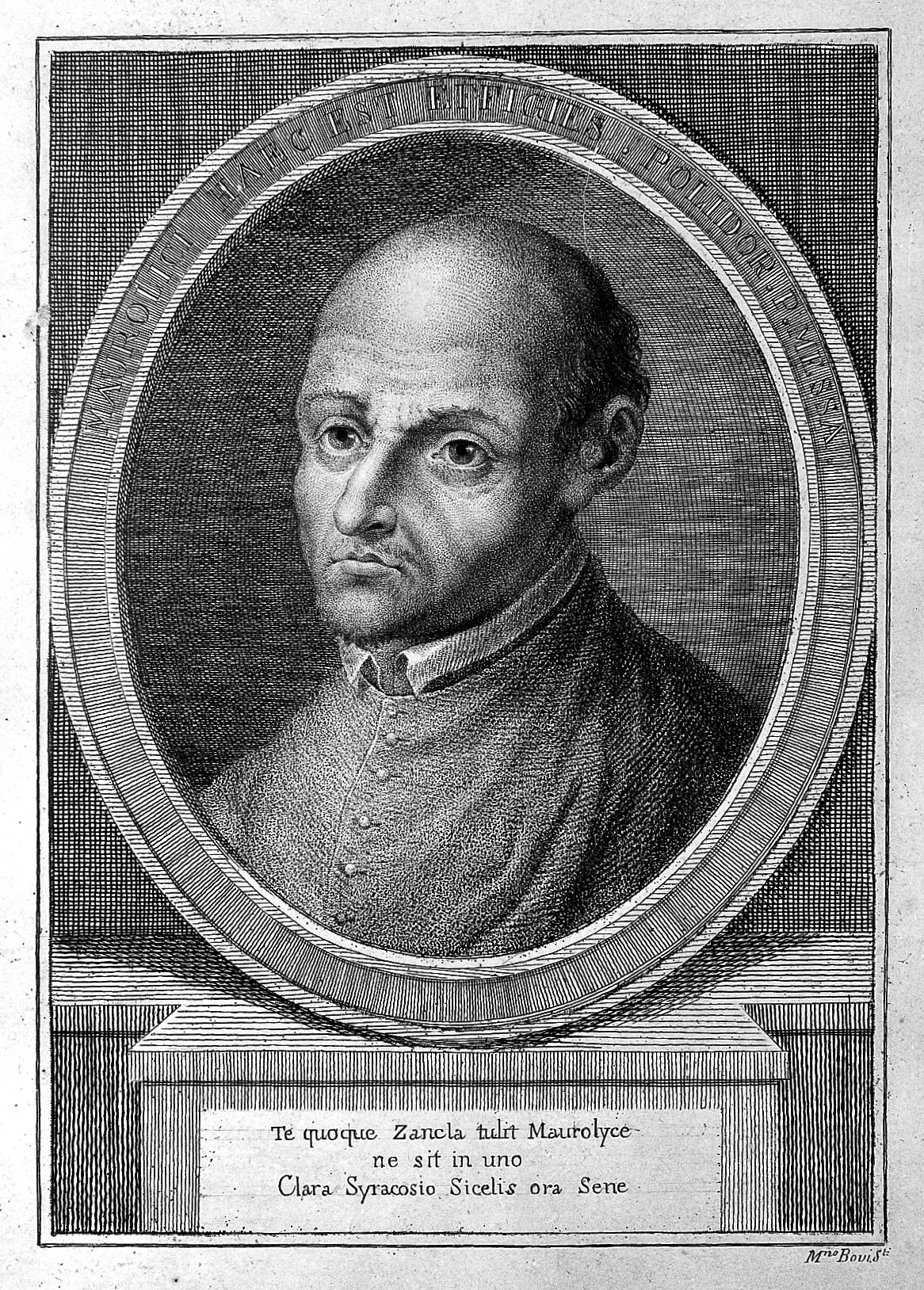
Франческо Мавролико.

Франческо Мавролико (греч. Φραγκίσκος Μαυρολύκος, итал. Francesco Maurolico, лат. Franciscus Maurolycus; 16 сентября 1494, Мессина — 22 июля 1575) — итальянский математик, физик и астроном.

## Биография
Франческо Мавролико происходил из греческой семьи. Его отец, бывший византийский врач, сам преподавал своему сыну естественные науки, астрономию и греческий язык. В возрасте 27 лет Мавролико стал католическим священником и занял должность заведующего монетным двором.
Из множества написанных им сочинений большая часть не появилась в печати и затем погибла. В распоряжении современной науки находятся только списки заглавий этих сочинений (в книге «Maurolyci cosmographia», Венеция, 1543), а после смерти автора — в сборнике, озаглавленном «Maurolyci opuscula mathematica» (Венеция, 1575). Из этих списков мы узнаем, что предметами учёно-литературных работ Мавролико были: математические науки, астрономия, гномоника, физика, метеорология, хронология, история, мифология, философия, богословие, история церкви, поэзия, грамматика и музыка.
Известность в науке, приобретенная Мавролико, доставила ему обширные связи в мире знаменитостей эпохи, а его обширные и разносторонние сведения открыли перед ним широкое поле практической деятельности. Он руководил постройкой укреплений родного города, давал полезные советы в государственных делах вице-королю Сицилии Иоанну де Вега, занимал кафедру математики в Мессине.

## Математика

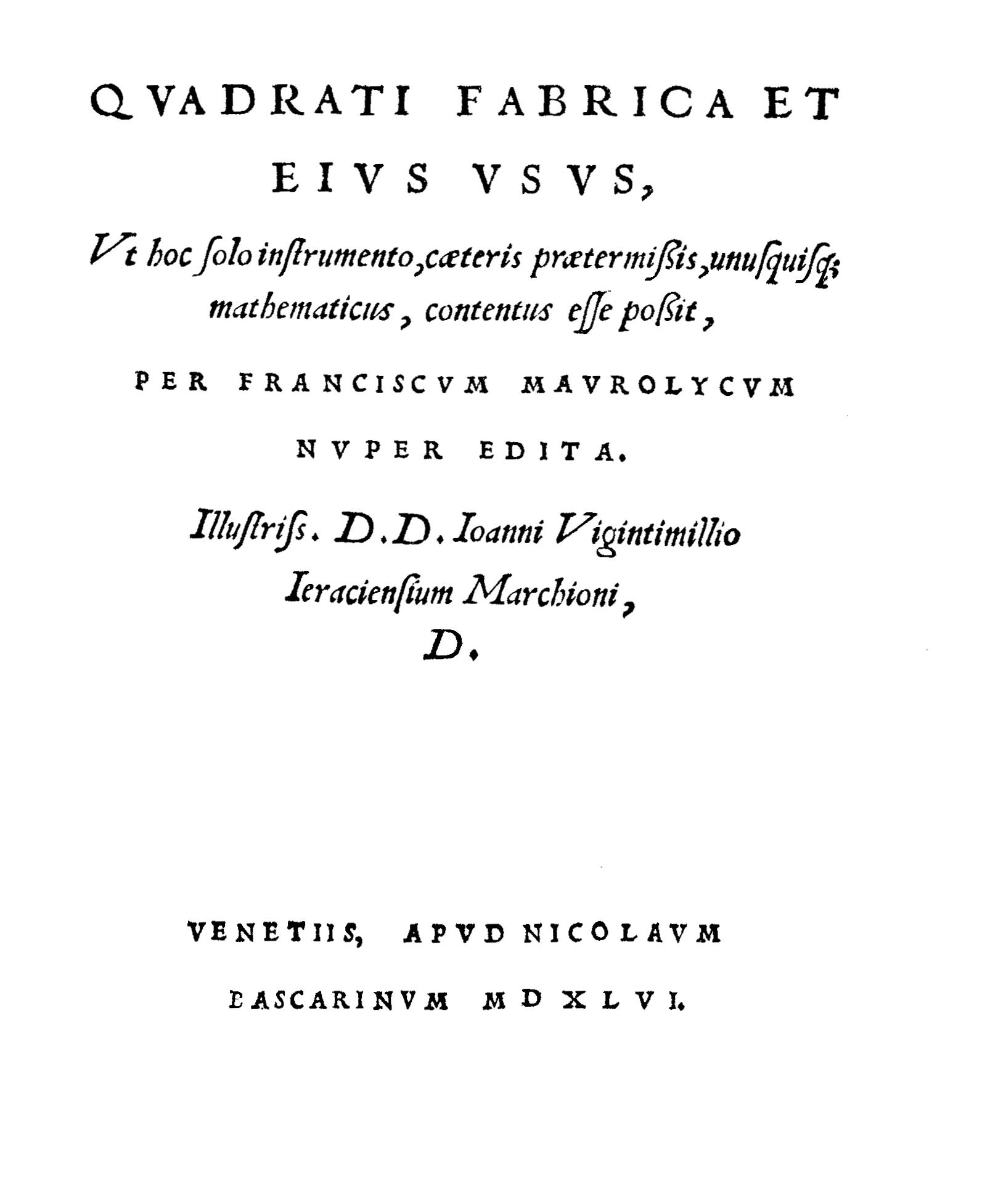
Quadrati fabrica et eius usus, 1546

Выдающееся для своего времени значение имели работы Мавролико в области геометрии и механики. За них автор получил от современников название «второго Архимеда». Работы эти состояли главным образом в переводе сочинений греческих математиков и в комментировании и дополнении некоторых из них.
Вышедший в 1558 г. и теперь очень редкий сборник переводов Мавролико содержит в себе «Сферику» Феодосия, «Сферику» Менелая, книгу Автолика «О движущейся сфере», книгу Феодосия об обитаемой земле и «Феномены» Евклида; кроме того, в нем находится и самостоятельная работа автора, посвященная шару. Двумя важнейшими переводами Мавролико были перевод «Конических сечений» Аполлония, напечатанный в 1654 г., и перевод сочинений Архимеда, изданный в Палермо в 1685 г.
Мавролико был первым из европейских математиков, пришедшим к идее о возможности восстановления некоторых из утраченных произведений математической литературы Древней Греции. Его главной попыткой в этом направлении было восстановление утраченных в греческом подлиннике 5, 6 и 7-й книг конических сечений Аполлония, которая, впрочем, не была удачной, что и обнаружилось из найденного позже арабского перевода первых 7 книг сочинения Аполлония. Эта попытка все-таки не лишена интереса, особенно в той своей части, которая занимается наибольшими и наименьшими величинами в их приложении к коническим сечениям.
Из самостоятельных работ Мавролико в области математических наук заслуживают упоминания произведенные им в 1548 г. и затем напечатанные при переводе сочинений Архимеда определения центров тяжести пирамиды, конуса и параболоида вращения.

## Астрономия
В астрономии ему принадлежат, кроме нескольких сочинений по космографии: работы по теории и движению светил, трактат об употребляемых в его время астрономических инструментах с присоединением их истории, новый метод измерения Земли, вызванный впоследствии из забвения Пикаром при его измерении дуги меридиана, и несколько довольно ценных наблюдений, к числу которых, может быть, следует отнести также и приписываемое Мавролико некоторыми писателями первое, опередившее Тихо Браге на 3 дня, наблюдение над знаменитой, внезапно появившейся в 1572 году и затем так же внезапно исчезнувшей сверхновой в созвездии Кассиопеи.

## Другие науки
В метеорологии обращают на себя внимание наблюдения, произведенные Мавролико главным образом над температурой и изложенные в не дошедшем до нас его сочинении: «Compendium judiciariае… exclusis superstitionibus», которое автор предназначал для земледельцев, врачей, моряков и солдат.
В его книге «De luminе et umbra» (Lugduni, 1613) содержатся: не совсем удачная попытка объяснения радуги, исследования по теории зрения, объяснение действия очков, работы по изучению чечевиц, выпуклых и вогнутых зеркал и вообще объяснение главных явлений катоптрики и диоптрики. Кроме того, в этой же книге изложены интересные наблюдения над лучистой теплотой и по фотометрии и описание каустических кривых.

## Память
В 1935 г. Международный астрономический союз присвоил имя Франческо Мавролико кратеру на видимой стороне Луны.